# Trichopoda melanopus
Trichopoda melanopus là một loài ruồi trong họ Tachinidae.